# Рігмань
Рігмань, Рігмані (рум. Rigmani) — село у повіті Муреш в Румунії. Входить до складу комуни Няуа.
Село розташоване на відстані 250 км на північний захід від Бухареста, 21 км на схід від Тиргу-Муреша, 99 км на схід від Клуж-Напоки, 112 км на північний захід від Брашова.

## Населення
За даними перепису населення 2002 року у селі проживали 277 осіб, усі — угорці. Усі жителі села рідною мовою назвали угорську.